# Schuur

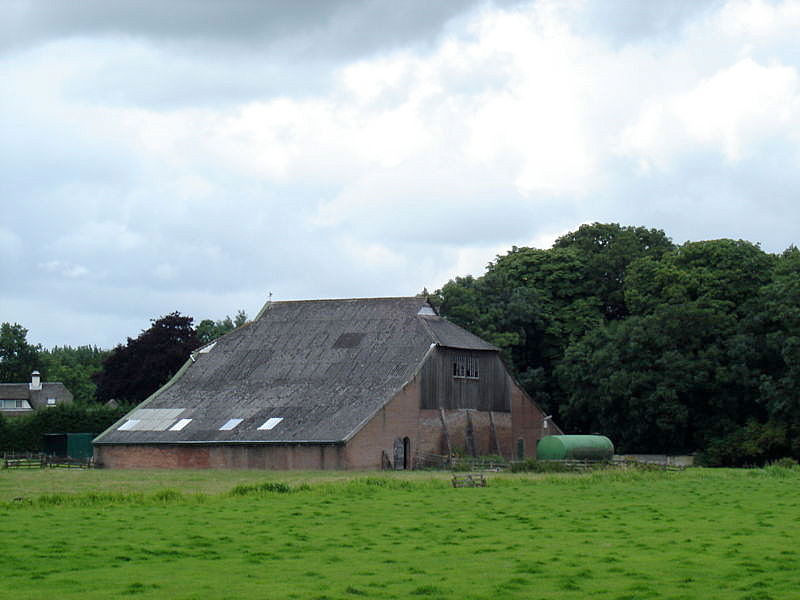
Schuur in Willeskop

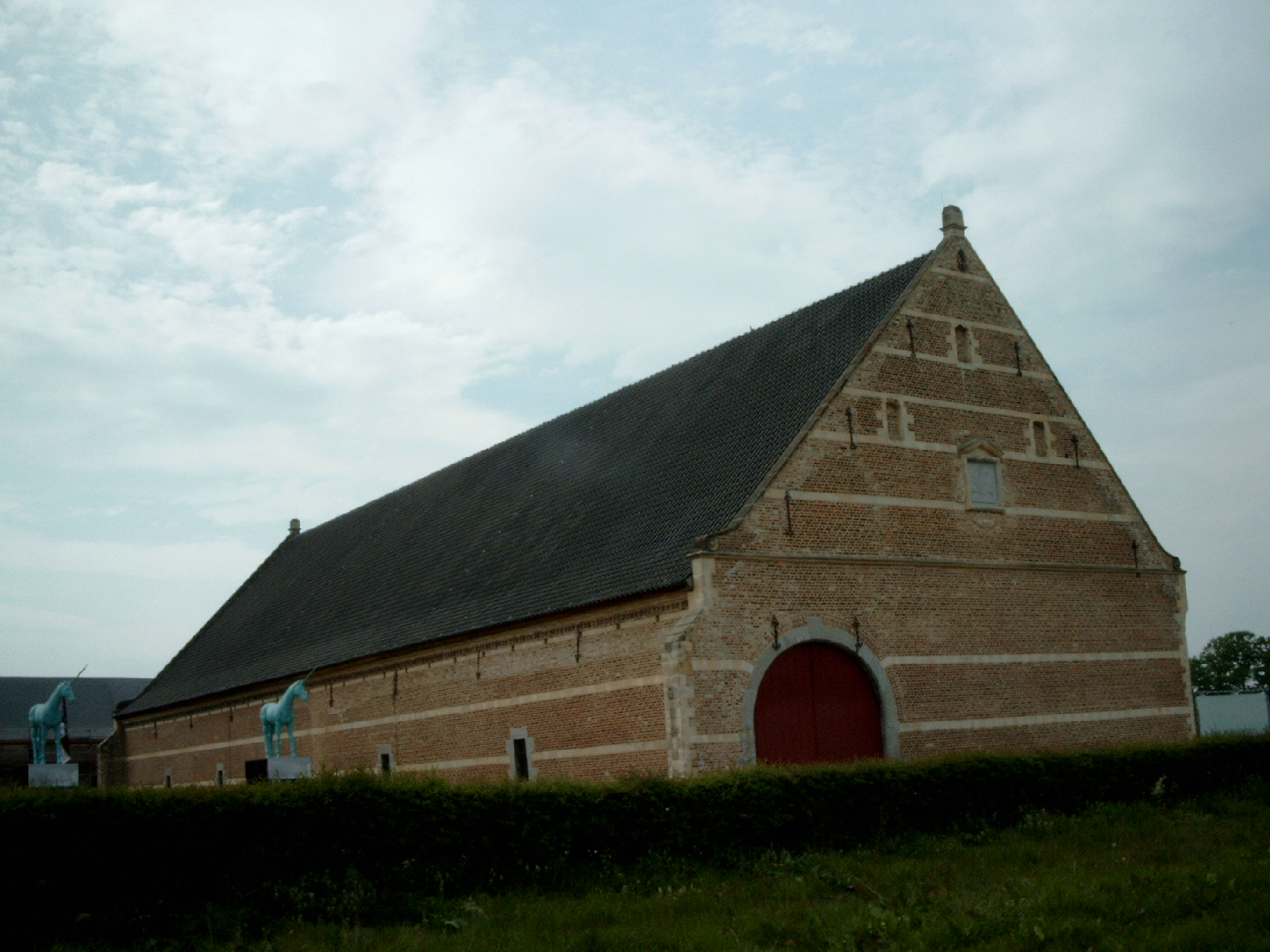
Tiendschuur van de abdij van Herkenrode

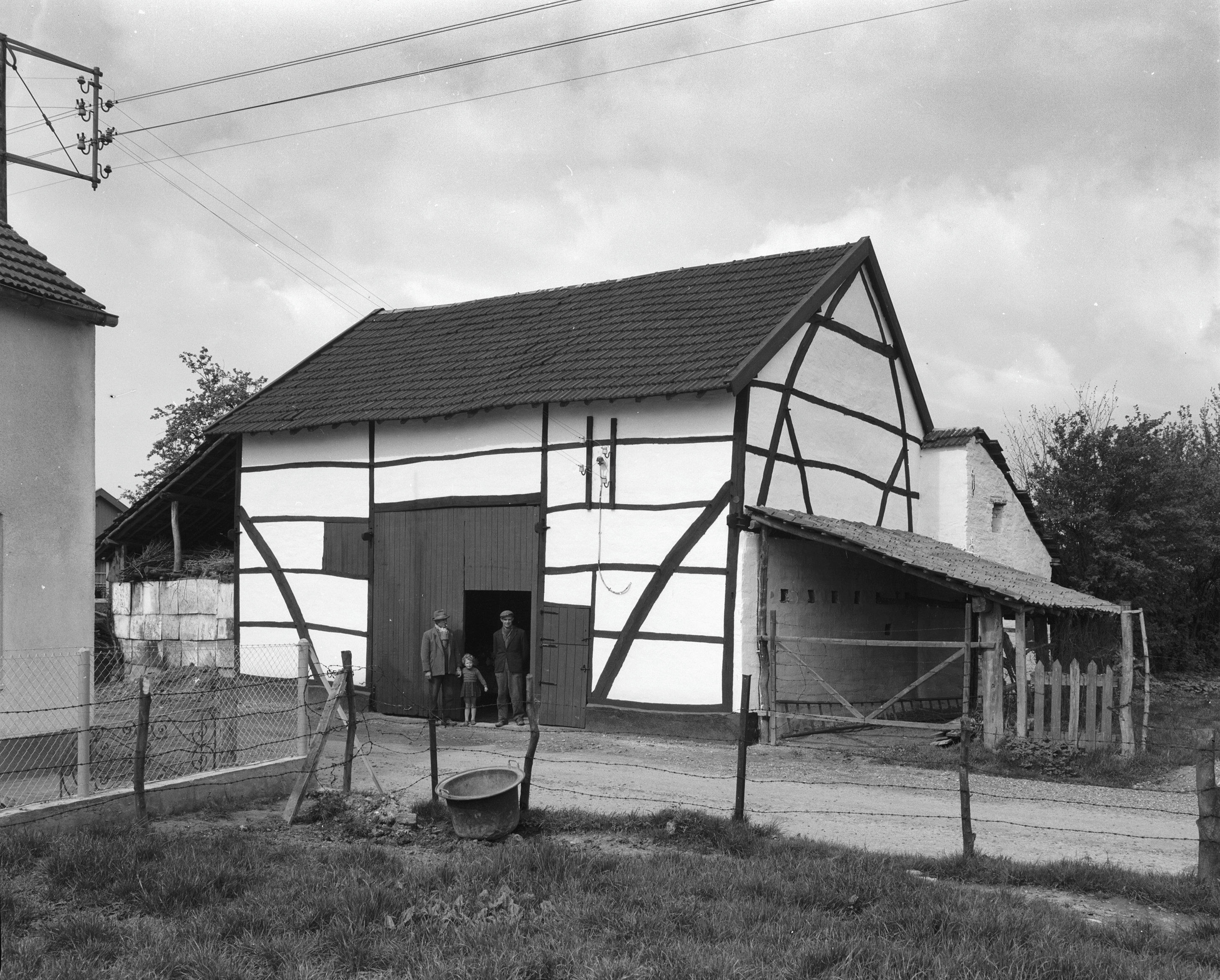
Een oogstschuur op de Keutenberg in Schin op Geul

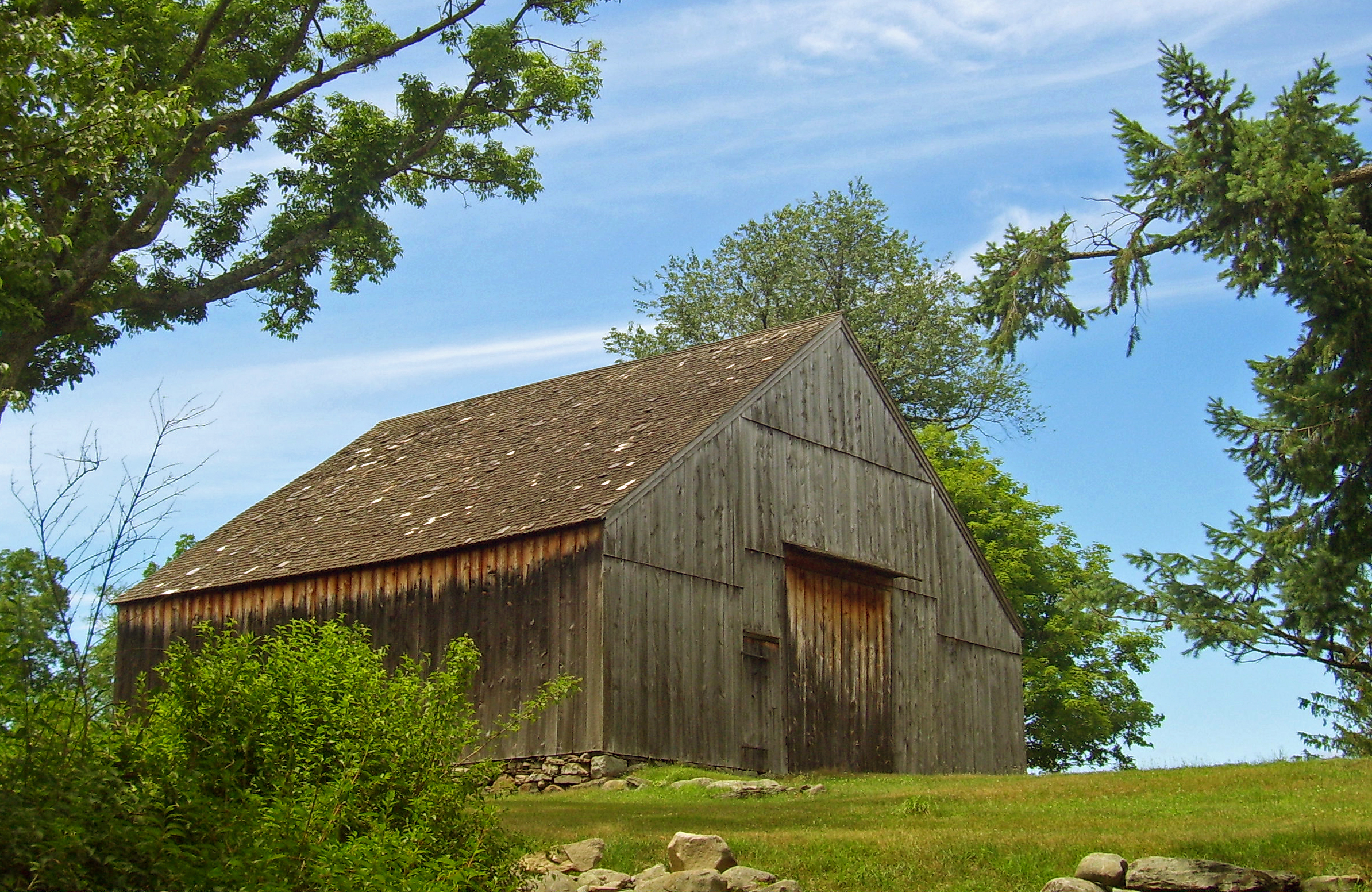
Een 19e-eeuwse 'Hollandse' schuur in de VS

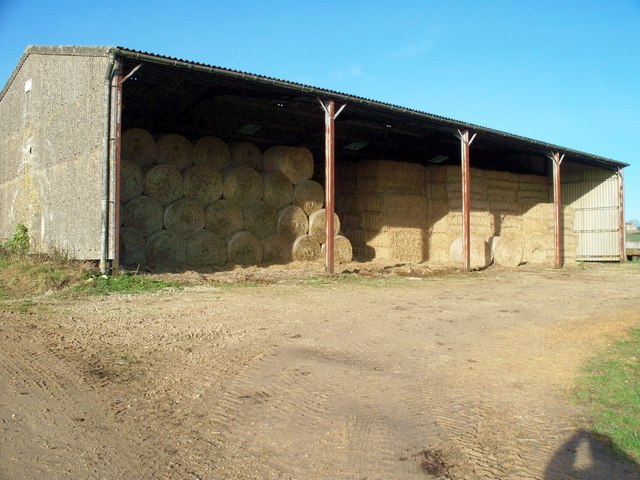
Een 'Hollandse' kapschuur in Engeland

Een schuur is een veelal vrijstaand gebouw, dat gebruikt wordt om goederen of voedsel in op te slaan, en ook als werkruimte kan dienen, maar niet als woning bedoeld is.
Schuren bestaan in allerlei vormen en stijlen. De bouwstijl van landbouwschuren is traditioneel afhankelijk van de streek waar de schuur werd gebouwd. De deel is een werkruimte in een landbouwschuur, die gebruikt werd als dorsvloer en als losplaats voor met graan beladen wagens. Algemeen in West- en Centraal-Europa waren driebeukige schuren, gebouwd rondom een houten frame of gebint, waardoor het gebouw werd onderverdeeld in een centrale ruimte met zijbeuken.

## Typen en benamingen
- De middeleeuwse schuur is vanaf de twaalfde eeuw ontstaan op kloosterboerderijen, kroondomeinen en adellijke landgoederen. Voorlopers waren de middeleeuwse ontvangstzaal, het prehistorische woonstalhuis en het Romeinse graanpakhuis.
- Historische schuren in Nederland worden in de regel onderscheiden naar hun indeling, waarbij het met name gaat om de plaats van de oogstberging en die van de deel. In boerderijen van de Noordelijke huisgroep werd de oogst doorgaans opgetast in een centrale ruimte (tas of golle), die vanaf een zijlangsdeel toegankelijk was. Deze oplossing was kenmerkend voor de middeleeuwse kloosterschuren en ook voor de Vlaamse schuur en voor de vrijstaande schuur of boet op Texel en in West-Friesland. In Duitsland spreekt men wel van een Gulfscheune, in Denemarken over een agerumsladen. De stolpboerderij, de stelp en de Oldambtster boerderij zijn te beschouwen als dergelijke schuren met een ingebouwd woongedeelte.
- Bij schuren van de hallenhuisgroep werd de oogst vanaf een centrale of een overdwarse deel op de zolderbalken en in de zijruimtes geladen. Varianten hiervan zijn onder andere de piramidale schuur in centraal Frankrijk en de 'Hollandse schuur' (New World Dutch Barn) in de Verenigde Staten en Canada.
- Bij de dwarshuisgroep tastte men de oogst op in ruimtes aan weerszijden van de overdwars gelegen deel. Dit gold onder andere voor de Zeeuwse schuur. Dwarsschuren waren vooral op kleinere boerenbedrijven in Midden-Europa wijdverbreid.
- Een schuur moet niet worden verward met een graanspieker, waarin vooral gedorst graan werd bewaard en een graan- of hooiberg, waarin de korenschoven onder een verstelbaar dak werden opgeslagen. Een tussenvorm is de kapschuur: een open schuur waarbij de buitenwanden gedeeltelijk ontbreken. Dit laatste type wordt in Engeland een 'Hollandse schuur' (Dutch barn) genoemd.

## Gebruik
Afhankelijk van het gebruik en de vorm van de schuur kan men spreken van:
- graanschuur
- hooischuur
- kapschuur
- kloosterschuur
- tiendschuur
- veldschuur
- fietsenschuurtje
- gereedschapschuurtje
- schuurkerk
- tuinschuurtje

## Beeldspraak
Het begrip graanschuur kan ook een figuurlijke betekenis hebben. Een gebied dat veel graan oplevert voor een bepaalde regio wordt wel aangeduid als 'de graanschuur' van die regio:
- het Oldambt - de graanschuur van Groningen
- de Povlakte - de graanschuur van Italië
- de Vojvodina - de graanschuur van Servië
- Fuerteventura - de graanschuur van de Canarische Eilanden
- Sicilië - de graanschuur van het Romeinse Rijk
- Oekraïne - de graanschuur van Europa
- de Punjab - de graanschuur van India
- Zimbabwe stond in de 20e eeuw bekend als de graanschuur van Afrika
- Argentinië stond aan het begin van de 20e eeuw bekend als de graanschuur van de wereld
- de Verenigde Staten - graanschuur van de wereld

## Literatuur

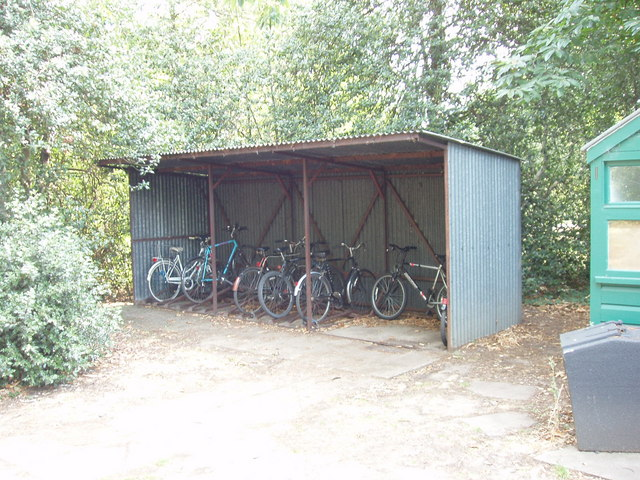
Fietsenschuurtje